# (36681) 2000 RQ1
2000 RQ1 (asteroide 36681) é um asteroide da cintura principal. Possui uma excentricidade de 0.11561060 e uma inclinação de 12.82354º.
Este asteroide foi descoberto no dia 1 de setembro de 2000 por LINEAR em Socorro.